# 4120-as busz
A 4120-as jelzésű autóbuszvonal Rudabánya és Szendrő között húzódik, amelyet a MÁV Személyszállítási Zrt. üzemeltet.

## Útvonala
A Borsod-Abaúj-Zemplén megyei Rudabányáról indul. Útját a Petőfi Sándor úton kezdi el az egykori vasútállomása és Ormosbánya irányába. Nemsokkal később letér a közútról, áthasít a Kazincbarcika–Rudabánya-vasútvonal egyik hídján, a városi focipálya, valamint Szendrő irányába megy tovább.
Rudabányától északkeletre fekszik, a település és Felsőtelekes közigazgatási határán a Rudabányai bányató. Tömegközlekedéssel a megközelítése nemigen egyszerű, legközelebb hozzá a Rudabánya, kápolna megálló található, mely még így is 1,5 és 2 kilométerre van a vízparttól, a Rudapithecus Látványtárhoz pedig több, mint 3 kilométert kell sétálni. A Rudabányai-hegység kanyarulatai között, a Szuhogyi-patak nyomán Szuhogyot szolgálja ki, aztán a szocializmusban terjedő termelőszövetkezek nyomai mellett a 2611-es mellékút és a busz is kihajt a községből egy lankásabb tájon. Külső ipari telepek, egy egyenletes lejtő és a Sajóecseg–Hídvégardó-vasútvonal jelzi a Szendrőbe érkeztét.
Hosszú időkön át a 4120-as buszok voltak az egyedüliek, melyek kitértek a szendrei vasútállomásra, ez is mindössze hétköznap délután történt meg egyetlen alkalommal. A 2025. április 1-jén életbelépett menetrendi-módosítások értelmében munkanapokon és szabadnapokon 1 indítás megy be a szendrői vasútállomásra. Az egész régiót hosszában behálózó Bódva folyón át kikanyarodik a 27-es főút országhatár felé tartó oldalára, Szendrő központjában érkezik végállomására, Fő tér megállójába.

## Közlekedése
Indításai munkanapokon és szabadnapokon történnek, ritka jelleggel, kizárólag a többi járat üzemszünetében. 

### Szendrő kapcsolata
A két város közötti kapcsolat egészen jónak bizonyul, mely munkanapokon 17 járatpárban mutatkozik meg, ami a hét legcsendesebb napjain is csak 6 járatpárra szorul vissza. A 10-15 kilométeres viszonylatban jelen vannak még a 4081-es, a 4082-es, a 4083-as és a 4084-es buszjáratok is.

### Járművek
A 4120-as vonalon kizárólag szóló autóbuszok közlekednek, melyek egyik része Rudabányán éjszakázik, másik része pedig csak átutazóban járja be a buszvonalat. Leggyakoribb résztvevők a Credo Econell 12 (SSM-581) és Ikarus E134 (LVJ-235) autóbuszok, kettejük a kisvárosba való. Mindezek mellett buszpótlás idején a borsodi utakon ismeretes járművek szinte bármelyike megjelenhet.
| Viszonylat                                  | Indításszám     | Közlekedési rend |
| ------------------------------------------- | --------------- | ---------------- |
| Rudabánya, központi fürdő – Szendrő, Fő tér | 3 pár           | munkanapokon     |
| Rudabánya, központi fürdő – Szendrő, Fő tér | 3 oda, 2 vissza | szabadnapokon    |

## Megállóhelyei
| 0                                                     | Rudabánya, központi fürdő végállomás | 0.0 km  | 3769, 4080, 4081, 4082, 4083, 4084, 4095, 4108                                     |
| 1                                                     | Rudabánya, ormosi elágazás           | 0.5 km  | 4081, 4082, 4083, 4084                                                             |
| 2                                                     | Rudabánya, kápolna                   | 1.5 km  | 4082, 4083, 4084                                                                   |
| 3                                                     | Szuhogy, József Attila utca 87.      | 4.8 km  | 4081, 4082, 4083, 4084                                                             |
| 4                                                     | Szuhogy, italbolt                    | 5.5 km  | 4081, 4082, 4083, 4084                                                             |
| 5                                                     | Szuhogy, tsz-major                   | 6.5 km  | 4081, 4082, 4083, 4084                                                             |
| 6                                                     | Szendrő, alumíniumgyár               | 9.2 km  | 4081, 4082, 4083, 4084                                                             |
| 7                                                     | Szendrő vasútállomás, bejárati út    | 9.7 km  | 4081, 4082, 4083, 4084                                                             |
| Munkanapokon 2; szabadnapokon 1 járat által érintett. |                                      |         |                                                                                    |
| ∫                                                     | Szendrő vasútállomás                 | ∫       | 4081, 4083 személyvonat – Szendrő (94)                                             |
| 7                                                     | Szendrő vasútállomás, bejárati út    | 9.7 km  | 4081, 4082, 4083, 4084                                                             |
| 8                                                     | Szendrő, galvácsi elágazás           | 10.7 km | 3703, 3704, 3707, 3708, 3709, 3775, 3793, 4041, 4081, 4082, 4083, 4084, 4092, 4093 |
| 9                                                     | Szendrő, Fő tér végállomás           | 11.1 km | 3703, 3704, 3707, 3708, 3709, 3775, 3793, 4041, 4081, 4082, 4083, 4084, 4092, 4093 |